# Площа Суворова (Севастополь)
Площа Суворова — площа в Ленінському районі Севастополя, в центральній частині міста. Ділить вулицю Леніна на дві нерівні частини: коротку — до площі Ушакова і довгу — до площі Нахімова. Названа на честь російського полководця, генералісимуса Олександра Суворова.
Входить у Центральне міське кільце Севастополя.

## Історія
В нинішньому вигляді площа сформувалась у 1983 році, коли перед святкуванням 200-річчя Севастополя було проведено її перепланування.
До цього площа носила ім'я О. С. Пушкіна, а в її центрі знаходився бюст поета, що стояв на постаменті посеред великої круглої клумби. Напередодні ювілею Севастополя площу вирішили перейменувати на честь одного із засновників міста, а пам'ятник перенесли на мис Фіолент, де О. С. Пушкін побував в 1820 році. На перейменованій площі біля сходів, що ведуть на Центральний пагорб, встановили бюст О. В. Суворова за проєктом скульпторів В. С. Гордєєва і В. В. Рябкова. За погруддям знаходяться сходи, що ведуть на пагорб від площі Суворова. Вони були побудовані в 1961 році (архітектори К. Бутова та Е. Венікєєв).
Уздовж підйому створено сквер з терасами. За пам'ятником Суворову також знаходяться зелені ворота, наполовину приховані плющем. Це вхід в тунель, який був споруджений перед радянсько-німецькою війною для того, щоб пустити трамвай під Міським пагорбом і спрямити шлях на Корабельну сторону. До війни по ньому можна було пройти пішки й потрапити на вулицю Велику Морську. Після війни цей тунель був переобладнаний в протиатомне бомбосховище.